# Xpressen
Xpressen var en endagarstidning utgiven i Malmö på torsdagar tiden 30 augusti 1917 till 16 september 1920. Tidningens fullständig titel var Xpressen Veckotidning för Skåne. 

## Redaktion
Redaktionsort var hela tiden i Malmö. Ansvarige utgivaren var också redaktör för tidningen hela dess utgivning. Tidningens politiska tendens  var oberoende (?) En fri, gladlynt och gentemot alla de personkulter, som så lätt uppstå, helt oberoende kommunal kritik - det är målet! skrev tidningen 30 augusti 1917. Redaktör och ansvarig utgivare för tidningen var hela utgivningstiden Hans Erik Håkansson. Utgivningsbevis saknas för 1917-08-30--09-06. 

## Tryckning
Tryckeri  var hela tiden från 30 augusti 1917 till 16 september 1920 Landby & Lundgrens boktryckeri i Malmö. Tidningen trycktes bara med svärta, med antikva på en medelstor satsyta 46 cm x 30 cm. Tidningen hade 4-6 sidor, 4 sidor sista året. Priset var för 1917-1918 7,50 kr, året efter 10 kronor och för 1920 12 kronor.